# Hilcea Perșa, Zdolbuniv
Hilcea Perșa (în ucraineană Гільча Перша) este un sat în comuna Mîrotîn din raionul Zdolbuniv, regiunea Rivne, Ucraina.

## Demografie
Componența lingvistică a localității Hilcea Perșa
     Ucraineană (100%)
Conform recensământului din 2001, toată populația localității Hilcea Perșa era vorbitoare de ucraineană (100%).